# Телятников Олексій Леонідович
Олексі́й Леоні́дович Теля́тников (нар. 21 жовтня 1980) — колишній український футболіст, що виступав на позиції нападника у складі дніпропетровського «Дніпра», криворізького «Кривбаса» та низки інших українських клубів. Залучався до складу юнацької збірної України, у складі якої став учасником чемпіонату Європи 1997 року серед юнаків віком до 16 років. Срібний призер Студентської Універсіади 2001 року. Майстер спорту України міжнародного класу (2001).

## Життєпис
У вищій лізі Олексій Телятников дебютував 15 вересня 1996 року в поєдинку між запорізьким «Торпедо» та полтавською «Ворсклою», ставши таким чином одним з наймолодших дебютантів в історії чемпіонатів України. Наступного року у складі юнацької збірної форвард «торпедівців» взяв участь у чемпіонаті Європи серед юнаків, що відбувався у Німеччині, а у 1998 році поповнив лави дніпропетровського «Дніпра». За 5 сезонів у складі «дніпрян» Телятников відіграв всього 28 поєдинків у основі, Забивши голи у ворота Київського Динамо, та ставши кращим гравцем матчу з Донецьким Металургом,також відзначився забитим голом. В кубку України відзначився дублем у ворота Вінницької Ниви. Не задовольняючись здебільшого виступами у другій та третій командах. У 1999 році провів півроку в оренді у СК «Миколаїв»,яка вилетіла з вищої ліги чемпіонату України. Після закінчення терміну оренди, повернувся в Дніпро. Наступного року потрапив до розширеного списку кандидатів до молодіжної збірної країни, однак до участі у іграх не залучався. На початку 2001 року проходив зимові збори з раменським «Сатурном», втім угоду з російським клубом не уклав. Підписав попередній п'ятирічний контракт з Волгоградським Ротором,тренером якого був Е.М.Кучеревський, але Дніпро так і не відпустив нападника. Нічим не закінчився й перегляд у харківському «Металісті» рік потому. Втім, 2001 рік став одним з найвдаліших у кар'єрі футболіста. Саме цього року Телятников здобув почесне звання Майстра спорту міжнародного класу, посівши разом зі студентською збірною України друге місце на Універсіаді в Пекіні.
Влітку 2002 року Олексій уклав угоду з криворізьким «Кривбасом», однак завоювати довіру тренерів у першому колі не зумів і вирушив на орендних засадах до «Олександрії». Наступного року Телятников повернувся до Кривого Рогу і навіть зумів відзначитися у першому ж для себе матчі в футболці «Кривбаса» у новому сезоні, вразивши ворота «Оболоні», однак надалі знову більше перебував у пошуках своєї гри, відігравши повністю лише один поєдинок. Друге коло футболіст знову провів у оренді, захищаючи кольори харківського «Арсенала», після чого вирішив завершити виступи.

## Досягнення
Командні трофеї
- Срібний призер літньої Універсіади (1): 2001
- Переможець групи «В» другої ліги чемпіонату України (1): 1999/2000

Особисті здобутки
- Майстер спорту України міжнародного класу (2001)